# Universidad Nacional de Quilmes
La Universidad Nacional de Quilmes (UNQ) es una universidad pública argentina con sede en la localidad de Bernal, en el partido bonaerense de Quilmes. Fue creada por la Ley Nacional Nº23.749 de 1989, en 1991 tuvo lugar el primer ciclo lectivo y fue normalizada el 12 de diciembre de 1992. Ubicada en la zona sur del Gran Buenos Aires, su área de influencia se extiende a los vecinos partidos de Berazategui, Florencio Varela, Avellaneda y Almirante Brown. Esta Universidad fue pionera en Latinoamérica en materia de educación no presencial ya que en 1999 inauguró su primera aula virtual

## Gobierno
El gobierno y la administración de la Universidad son ejercidos por todos los miembros de la comunidad universitaria, a través de:
- La Asamblea Universitaria
- El Consejo Superior.
- El Rector o el Vicerrector.
- Los Consejos Departamentales.
- Los Consejos de Escuelas Universitarias.
- Los Directores o Vicedirectores de Departamento.
- Los Directores de Escuelas Universitarias.
- Los Directores de las Carreras y las Diplomaturas.
El ejercicio de cargos electivos en representación de los estamentos es incompatible con el ejercicio de funciones ejecutivas en la Universidad

## Departamentos y carreras
Su oferta académica incluye 45 carreras de grado en modalidad presencial y 34 en modalidad virtual. También cuenta con formación de posgrado por medio de Especializaciones, Maestrías y tres programas de Doctorado (Mención Desarrollo Económico, Ciencias Sociales, Mención Ciencia y Tecnología).

### Estructura departamental
La Universidad adopta como base de su organización académica la estructura departamental con el objeto de proporcionar orientación sistemática a las actividades docentes y de investigación, mediante el agrupamiento de las disciplinas afines y la comunicación entre docentes y estudiantes de distintas carreras.
Los Departamentos y Escuela Universitaria son unidades académicas responsables del diseño, la planificación y la ejecución de la docencia, la investigación, el desarrollo, la transferencia y la extensión.
La autoridad máxima de cada Departamento es su Consejo Departamental. Cada Departamento es dirigido por un Director, quien preside las sesiones del Consejo Departamental respectivo.
La Universidad Nacional de Quilmes está constituida por tres Departamentos y una Escuela Universitaria:
- Departamento de Ciencias Sociales
- Departamento de Ciencia y Tecnología
- Departamento de Economía y Administración
- Escuela Universitaria de Artes

### Carreras de grado y pregrado presenciales
| Unidad académica               | Pregrado | Grado |
| ------------------------------ | --- | --- |
| Economía y Administración      | - Tecnicatura Universitaria en Economía Social y Solidaria - Tecnicatura Universitaria en Gestión de Pequeñas y Medianas Empresas                                                                                  | - Licenciatura en Administración Hotelera - Licenciatura en Comercio Internacional - Licenciatura en Economía del Desarrollo - Licenciatura en Gestión de Recursos Humanos y Relaciones Laborales |
| Ciencia y Tecnología           | - Tecnicatura Universitaria en Programación Informática. - Tecnicatura Universitaria en Biotecnología. - Tecnicatura Universitaria en Química. - Tecnicatura Universitaria en Tecnología Ambiental y Petroquímica. | - Licenciatura en Informática. - Arquitectura Naval. - Licenciatura en Biotecnología - Ingeniería en Alimentos - Ingeniería en Automatización y Control Industrial - Licenciatura en Bioinformática |
| Ciencias Sociales              | | - Licenciatura en Ciencias Sociales - Licenciatura en Comunicación Social - Licenciatura en Educación - Licenciatura en Terapia Ocupacional - Licenciatura en Historia - Profesorado en Educación - Profesorado en Comunicación Social - Profesorado en Ciencias Sociales - Profesorado de Historia - Licenciatura en Enfermería - Tecnicatura Universitaria en el Acompañamiento y Cuidado de la Persona Mayor |
| Escuela Universitaria de Artes | - Tecnicatura Universitaria en Creación Musical. - Tecnicatura Universitaria en Producción Musical y Nuevas Tecnologías. - Tecnicatura Universitaria en Producción Digital.                                        | - Licenciatura en Artes Digitales. - Licenciatura en Composición con Medios Electroacústicos. - Licenciatura en Música y Tecnología. |

### Carreras de Posgrado
- Doctorado en Ciencias Sociales y Humanas
- Doctorado en Desarrollo Económico
- Doctorado en Ciencia y Tecnología
- Maestría en Educación
- Maestría en Ciencias Sociales y Humanidades (con menciones Comunicación, Política y Gestión Pública, Historia y Sociología)
- Maestría en Industrias Culturales
- Maestría en Ciencia, Tecnología y Sociedad
- Maestría en Biotecnología
- Maestría en Bioinformática y Biología de Sistemas
- Maestría en Desarrollo Territorial y Urbano
- Maestría Ambiente y Desarrollo Sustentable
- Maestría en Desarrollo y Gestión del Turismo
- Maestría en Gobierno Local
- Maestría en Comunicación Digital Audiovisual
- Maestría en Filosofía
- Maestría en Comercio y Negocios Internacionales
- Especialización en Docencia Universitaria
- Especialización en Docencia en Entornos Virtuales
- Especialización en Gobierno Local
- Especialización Ambiente y Desarrollo Sustentable
- Especialización Comunicación Digital Audiovisual
- Especialización en Gestión de la Economía Social y Solidaria
- Especialización en Ciencias Sociales y Humanidades
- Especialización en Terapia Ocupacional
- Diploma en Biotecnología, Industria y Negocios

## Campus

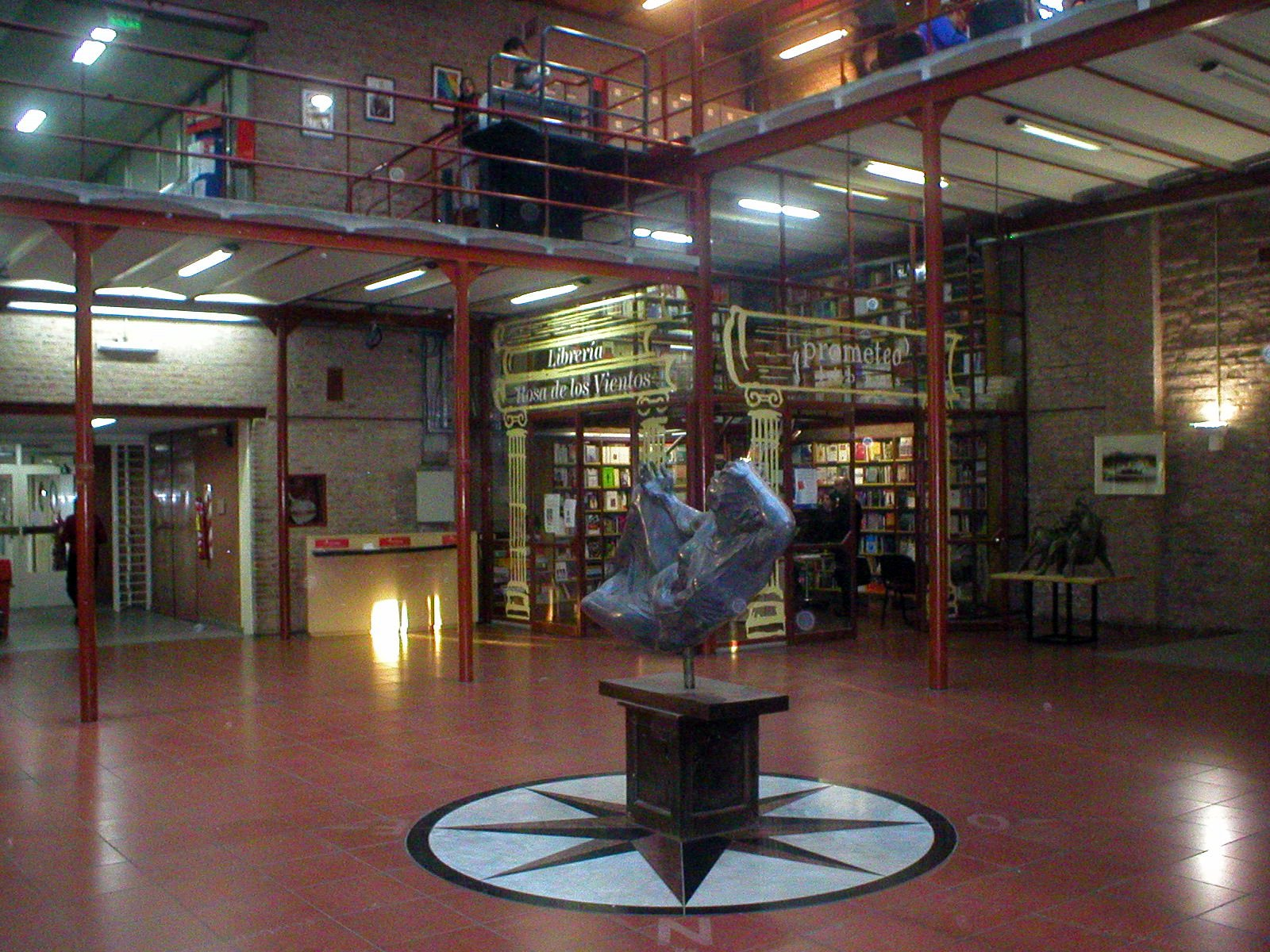
Hall central "La Rosa de los Vientos".

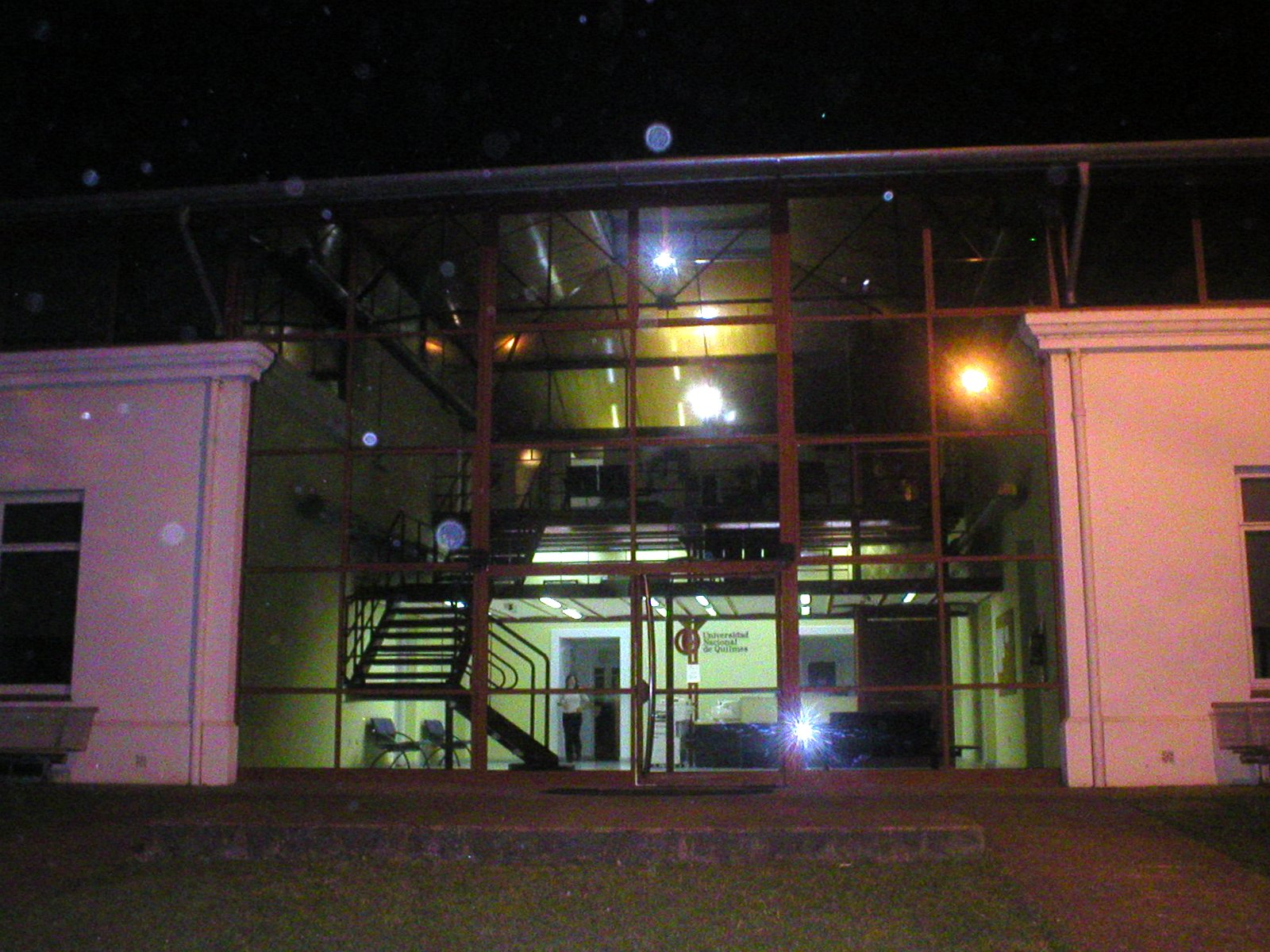
Vista nocturna del Rectorado.

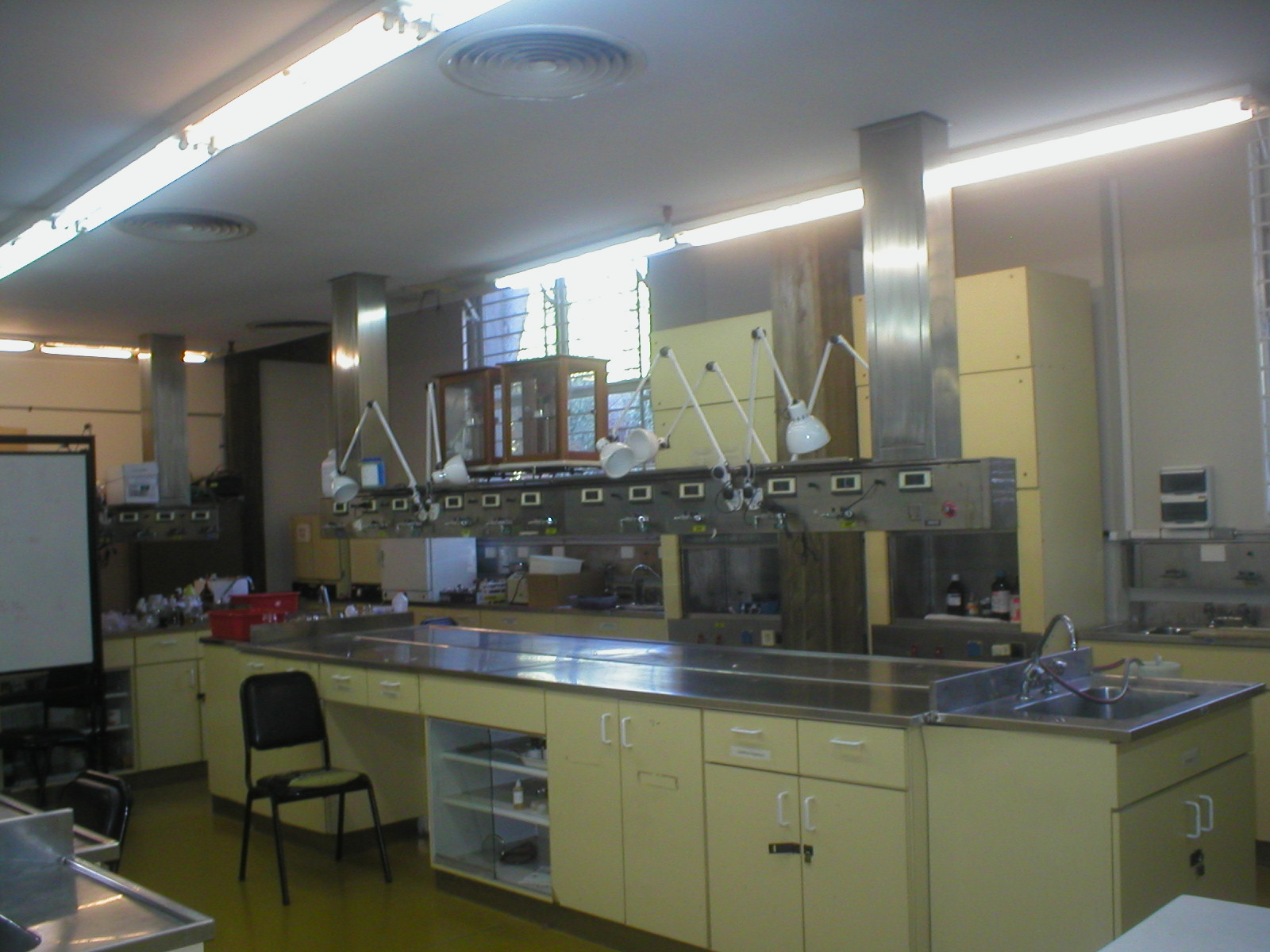
Laboratorio para prácticas de alumnos.

En 1994, los arquitectos Juan Manuel Borthagaray y Mederico Faivre diseñaron el plan general para reciclar este edificio industrial para sus nuevas funciones, y comenzaron las obras.
En 2011, la Universidad sumó cuatro nuevos sectores, que aportaron 5.800 m²: los nuevos laboratorios de docencia para el Departamento de Ciencia y Tecnología (con una superficie de 1800 m²) y el Departamento de Ciencias Sociales, desarrollado sobre las antiguas casas de los jefes de planta de la fábrica, cuya área ocupada alcanza los 1.060 m².
Fue la primera universidad argentina con el campus disponible por Google Street View.

## Ingreso
Los aspirantes a ingresar a las carreras de grado de la Universidad Nacional de Quilmes (UNQ) deben concurrir al Taller de Vida Universitaria (TVU), un espacio de tutoría y acompañamiento dirigido a los estudiantes de los Ciclos Introductorios de la Universidad Nacional de Quilmes (UNQ). Se divide en dos etapas:
1. Una primera etapa “vestibular”, previa al inicio de clases (5 encuentros).
2. Una segunda etapa de acompañamiento y tutoría, a lo largo del Ciclo Introductorio (8 encuentros). Para aprobar es preciso haber asistido al 75% de los encuentros de cada etapa.

La inscripción a la segunda etapa del TVU es automática, a partir de la inscripción a materias del Ciclo Introductorio. Los objetivos del TVU son:
1. Favorecer la integración de los estudiantes en su transición a la cultura universitaria y al marco institucional de la UNQ.
2. Ofrecer información institucional y académica referida a los derechos y deberes de los estudiantes.
3. Orientar a los estudiantes sobre la vida académica y los trayectos formativos que realizarán en la UNQ.
4. Fomentar la responsabilidad individual en las prácticas de estudio, la autonomía y el trabajo colaborativo.
5. Generar un espacio de trabajo reflexivo sobre el propio desempeño, continuidad y expectativas de los estudiantes en su recorrido universitario.

## Universidad Virtual de Quilmes

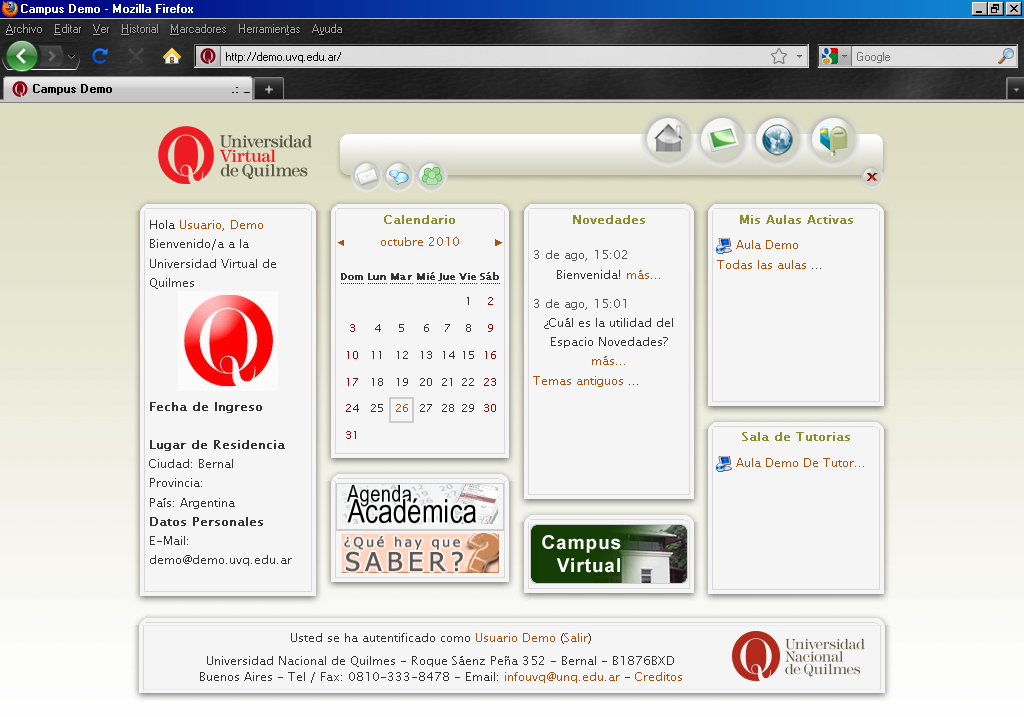
Campus Virtual "Qoodle".

La Universidad Nacional de Quilmes Virtual (UVQ) es la propuesta educativa en Internet de la Universidad Nacional de Quilmes (UNQ), institución académica pública con sede en la localidad de Bernal, en el Partido bonaerense de Quilmes. Fue creada por resolución del rectorado emitida ad-referéndum del Consejo Superior (C.S.) Nro. 616/98 y homologada por resolución (C.S.) Nro. 147/98 el 15 de diciembre de 1998.
La UVQ es una iniciativa de educación no presencial mediada por entornos virtuales de aprendizaje, que utiliza la plataforma tecnológica Qoodle (desarrollo propio basado en Moodle) como medio y ambiente para la realización de sus propuestas de formación de grado y posgrado. La primera aula virtual se abrió el 15 de marzo de 1999, siendo la UNQ la universidad argentina pionera en llevar adelante este tipo de proyectos.
 No está demás aclarar que si bien todas las ofertas académicas presenciales no tienen costo mensual, aquellas propuestas brindadas por la UVQ tienen un arancel a cargo del interesado, para solventar los gastos del campus virtual, material bibliográfico y permisos de exámenes. También, se puede solicitar una beca de estudio en el caso de que no sea posible abonar las cuotas establecidas.

## Organización estudiantil
El estudiantado se organiza en tres centros de estudiantes. Estas son sus conducciones de acuerdo a las últimas elecciones universitarias.
| Centro                                                      | Departamento/Escuela                 | Conducción (agrupaciones)                                                        |
| Ciencias Sociales y Escuela Universitaria de Artes (CECSEA) | Ciencias Sociales y Escuela de Artes | Frente Universitario Juana Azurduy (La Cámpora-Alianza Universitaria-MUI) + CEPA |
| Ciencia y Tecnología (CECyT)                                | Ciencia y Tecnología                 | Alianza Universitaria                                                            |
| Economía y Administración (CEEA)                            | Economía y Administración            | Estudiantes por UNQ + Franja Morada                                              |

## Investigación
La universidad cuenta con los siguientes institutos de investigación:
- Centro de Investigación y Extensión Políticas Públicas en Educación, Comunicación y Tecnologías Digitales
- Instituto de Estudios sobre la Ciencia y la Tecnología (IESCT)
- Centros de Estudios de la Argentina Rural (CEAR)
- Centro de Historia Intelectual (CHI)
- Centro de Estudios en Historia, Cultura y Memoria (CeHCME)
- Centro de Estudios de Filosofía e Historia de la Ciencia (CEFHIC)
- Instituto de Investigación sobre Economía y Sociedad en la Argentina Contemporánea (IESAC)
- Centro de Investigación “Industrias Culturales, Políticas de comunicación y Espacio Público” (ICEP)
- Instituto de Microbiología Básica y Aplicada (IMBA)
- Centro de Investigación y Desarrollo en Nanomedicinas (CIDeN)
- Centro de desarrollo territorial
- Centro de Bioquímica y Microbiología del suelo
- Centro de Oncología Molecular y Traslacional (COMTra)

## Escuela Secundaria Técnica UNQ
La Escuela Secundaria de Educación Técnica de la Universidad Nacional de Quilmes (ESET-UNQ) es una escuela pública y gratuita, que depende de la Universidad, en acuerdo con el Ministerio de Educación de la Nación. Abrió sus puertas el 5 de marzo de 2014 y el ingreso es por sorteo público de vacantes.
El horario escolar de jornada extendida es de 8.30 a 17.30 horas, con puertas abiertas a partir de las 8 horas, con desayuno, almuerzo y merienda en horario escolar. Dentro de ese horario, los estudiantes también asisten a Educación Física y Educación Artística.
La ESET cuenta con tres orientaciones: Bachillerato con orientación en Comunicación (de 6 años de duración), Tecnicatura en Programación y Tecnicatura en Tecnología de los Alimentos (ambas de 7 años de duración). Los estudiantes eligen una orientación al finalizar los tres primeros años del Ciclo Básico común a las tres orientaciones.